# Samdistribution
Samdistribution Logistik Sverige AB var ett svenskt företag grundat 1960 som skötte distribution av böcker och artiklar som ges ut av bland annat Bonnierförlagen och Norstedts. 2018 köpte Ratos-ägda Speed Group, med bas i Borås, företaget. Från anläggningen i Rosersberg sker en distribution på över 25 miljoner böcker per år som går till skola, vård, kommuner och företag.